# Matovce
Matovce (allemand : Matzkirch im Scharosch ) est un village de Slovaquie situé dans la région de Prešov.

## Histoire
Première mention écrite du village en 1423.

## Démographie

### Évolution de la population
| Année:               | 1994. | 2004.   | 2014.   | 2024.   |
| -------------------- | ----- | ------- | ------- | ------- |
| Nombre de personnes: | 144   | 133     | 128     | 119     |
| Différence:          |       | -7,63 % | -3,75 % | -7,03 % |

| Année:               | 2023. | 2024. |
| -------------------- | ----- | ----- |
| Nombre de personnes: | 119   | 119   |
| Différence:          |       | +0 %  |